# Nederlandse kampioenschappen indooratletiek 1988
De Nederlandse kampioenschappen indooratletiek 1988 werden op 20 en 21 februari in de Houtrusthallen in Den Haag gehouden.

## Uitslagen

### 60 m
| rang   | atleet          | prestatie |
| ------ | --------------- | --------- |
| Goud   | Achmed de Kom   | 6,79 s    |
| Zilver | Jeroen Ooievaar | 6,91 s    |
| Brons  | Emiel Mellaard  | 6,94 s    |

| rang   | atlete             | prestatie |
| ------ | ------------------ | --------- |
| Goud   | Nelli Fiere-Cooman | 7,19 s    |
| Zilver | Els Vader          | 7,22 s    |
| Brons  | Claudia Elissen    | 7,41 s    |

### 200 m
| rang   | atleet                 | prestatie |
| ------ | ---------------------- | --------- |
| Goud   | Rob van de Klundert    | 21,67 s   |
| Zilver | Regillio van der Vloot | 21,84 s   |
| Brons  | Frenk Perri            | 22,28 s   |

| rang   | atlete          | prestatie |
| ------ | --------------- | --------- |
| Goud   | Els Vader       | 23,82 s   |
| Zilver | Yvonne van Dorp | 24,42 s   |
| Brons  | Gretha Tromp    | 24,44 s   |

### 400 m
| rang   | atleet               | prestatie |
| ------ | -------------------- | --------- |
| Goud   | Erik van der Veen    | 48,24 s   |
| Zilver | Pel van der Kerkhoff | 48,53 s   |
| Brons  | Oscar Terol          | 48,55 s   |

| rang   | atlete            | prestatie |
| ------ | ----------------- | --------- |
| Goud   | Yvonne van Dorp   | 54,94 s   |
| Zilver | Gretha Tromp      | 55,00 s   |
| Brons  | Tanja van der Wal | 55,20 s   |

### 800 m
| rang   | atleet           | prestatie |
| ------ | ---------------- | --------- |
| Goud   | Marco Leenders   | 1.52,82   |
| Zilver | Ton Baltus       | 1.52,87   |
| Brons  | Sjaak van Zuylen | 1.53,29   |

| rang   | atlete             | prestatie |
| ------ | ------------------ | --------- |
| Goud   | Elly van Hulst     | 2.07,44   |
| Zilver | Christine Toonstra | 2.07,73   |
| Brons  | Letitia Vriesde    | 2.09,40   |

### 1500 m
| rang   | atleet        | prestatie |
| ------ | ------------- | --------- |
| Goud   | Rob Druppers  | 3.54,19   |
| Zilver | Corne Peeters | 3.55,75   |
| Brons  | Jan Jansen    | 3.56,11   |

| rang   | atlete             | prestatie |
| ------ | ------------------ | --------- |
| Goud   | Elly van Hulst     | 4.19,61   |
| Zilver | Christine Toonstra | 4.21,45   |
| Brons  | Marjan Freriks     | 4.22,95   |

### 3000 m
| rang   | atleet         | prestatie |
| ------ | -------------- | --------- |
| Goud   | Han Kulker     | 8.05,17   |
| Zilver | Herman Hofstee | 8.05,72   |
| Brons  | Marc Borghans  | 8.06,23   |

| rang   | atlete                | prestatie |
| ------ | --------------------- | --------- |
| Goud   | Elly van Hulst        | 9.18,50   |
| Zilver | Marjan Freriks        | 9.24,25   |
| Brons  | Marianne van de Linde | 9.34,38   |

### 5000 m snelwandelen
| rang   | atleet                    | prestatie |
| ------ | ------------------------- | --------- |
| Goud   | Harold van Beek           | 21.50,9   |
| Zilver | Ton van Andel             | 22.04,5   |
| Brons  | Dirk Maassen van de Brink | 23.23,4   |

### 60 m horden
| rang   | atleet         | prestatie |
| ------ | -------------- | --------- |
| Goud   | Robert de Wit  | 8,05 s    |
| Zilver | Jan Harland    | 8,15 s    |
| Brons  | Ysbrand Visser | 8,24 s    |

| rang   | atlete           | prestatie |
| ------ | ---------------- | --------- |
| Goud   | Marjan Olyslager | 8,12 s    |
| Zilver | Ine Langenhuizen | 8,33 s    |
| Brons  | Tineke Hidding   | 8,34 s    |

### hoogspringen
| rang   | atleet           | prestatie |
| ------ | ---------------- | --------- |
| Goud   | Eric Rollenberg  | 2,14 m    |
| Zilver | Ruud Wielart     | 2,11 m    |
| Brons  | Paul Broekhuizen | 2,08 m    |

| rang   | atlete                | prestatie |
| ------ | --------------------- | --------- |
| Goud   | Marion Wijnsma        | 1,85 m    |
| Zilver | Monique van der Weide | 1,79 m    |
| Brons  | Jolanda Bleeker       | 1,76 m    |

### hink-stap-springen
| rang   | atleet                 | prestatie |
| ------ | ---------------------- | --------- |
| Goud   | Paul Lucassen          | 15,63 m   |
| Zilver | Aafbrecht van der Veen | 15,20 m   |
| Brons  | Anne Jan van der Veen  | 14,95 m   |

### polsstokhoogspringen
| rang   | atleet        | prestatie |
| ------ | ------------- | --------- |
| Goud   | Lino Pani     | 4,80 m    |
| Zilver | Robert de Wit | 4,80 m    |
| Brons  | Marc Suvaal   | 4,40 m    |

### verspringen
| rang   | atleet          | prestatie |
| ------ | --------------- | --------- |
| Goud   | Jeroen Ooievaar | 7,52 m    |
| Zilver | Alje Kuiper     | 7,17 m    |
| Brons  | Luuk Bijleveld  | 7,11 m    |

| rang   | atlete             | prestatie |
| ------ | ------------------ | --------- |
| Goud   | Edine van Heezik   | 6,38 m    |
| Zilver | Mieke van der Kolk | 6,23 m    |
| Brons  | Tineke Hidding     | 6,23 m    |

### kogelstoten
| rang   | atleet          | prestatie |
| ------ | --------------- | --------- |
| Goud   | Erik de Bruin   | 20,30 m   |
| Zilver | Marco Versterre | 16,75 m   |
| Brons  | Wim de Wolff    | 16,19 m   |

| rang   | atlete                | prestatie |
| ------ | --------------------- | --------- |
| Goud   | Deborah Dunant        | 16,05 m   |
| Zilver | Monique van der Weide | 13,82 m   |
| Brons  | Jannet van Noord      | 13,63 m   |

1969 · 
1970 · 
1971 · 
1972 · 
1973 · 
1974 · 
1975 · 
1976 · 
1977 · 
1978 · 
1979 ·
1980 · 
1981 · 
1982 · 
1983 · 
1984 · 
1985 · 
1986 · 
1987 · 
1988 · 
1989 · 
1990 · 
1991 · 
1992 · 
1993 · 
1994 · 
1995 · 
1996 · 
1997 · 
1998 · 
1999 · 
2000 · 
2001 · 
2002 · 
2003 · 
2004 · 
2005 · 
2006 · 
2007 · 
2008 · 
2009 · 
2010 · 
2011 · 
2012 · 
2013 · 
2014 ·
2015 ·
2016 ·
2017 ·
2018 ·
2019 · 
2020 · 
2021 · 
2022 · 
2023 · 
2024 · 
2025